# Parafia Webster
Parafia Webster (ang. Webster Parish) – parafia cywilna w stanie Luizjana w Stanach Zjednoczonych. Obszar całkowity parafii obejmuje powierzchnię 614,84 mil2 (1 592,44 km²). Według danych z 2010 r. parafia miała 41 207 mieszkańców. Parafia powstała w 1871 roku i nosi imię Daniela Webstera, czternastego i dziewiętnastego sekretarza stanu Stanów Zjednoczonych .

## Sąsiednie parafie
- Hrabstwo Lafayette (Arkansas) (północ)
- Hrabstwo Columbia (Arkansas) (północny wschód)
- Parafia Claiborne (wschód)
- Parafia Bienville (południowy wschód)
- Parafia Bossier (zachód)

## Miasta
- Cotton Valley
- Cullen
- Minden
- Sarepta
- Sibley
- Springhill

## Wioski
- Dixie Inn
- Doyline
- Dubberly
- Heflin
- Shongaloo